# Paul Jubb
Paul Jubb (Kingston upon Hull, 27 de septiembre de 2000) es un tenista profesional británico.

## Trayectoria
A la edad de cuatro años, Jubb fue visto jugando tenis en Pelican Park, cerca de su casa en Hull. Fue descubierto por el entrenador de tenis Jonny Carmichael, quien lo entrenó hasta su adolescencia, donde entrenó en la Academia de Tenis Nuffield Health acreditada por LTA en Hull.
En 2019, hizo su debut ATP en el Torneo de Eastbourne ganando dos partidos de clasificación, antes de perder en la primera ronda frente al eventual campeón Taylor Fritz.Ese mismo año, obtuvo el título individual en el NCAA Men's Tennis Championship como miembro de los South Carolina Gamecocks.

## Títulos ATP Challenger (1; 1+0)

### Individuales (1)
| N.° | Fecha               | Torneo                                   | Superficie    | Oponente en la final | Resultado   |
| --- | ------------------- | ---------------------------------------- | ------------- | -------------------- | ----------- |
| 1.  | 27 de marzo de 2022 | Challenger de Santa Cruz de la Sierra II | Tierra batida | Juan Pablo Varillas  | 6-3, 7-6(5) |